# Schloss Poitschach

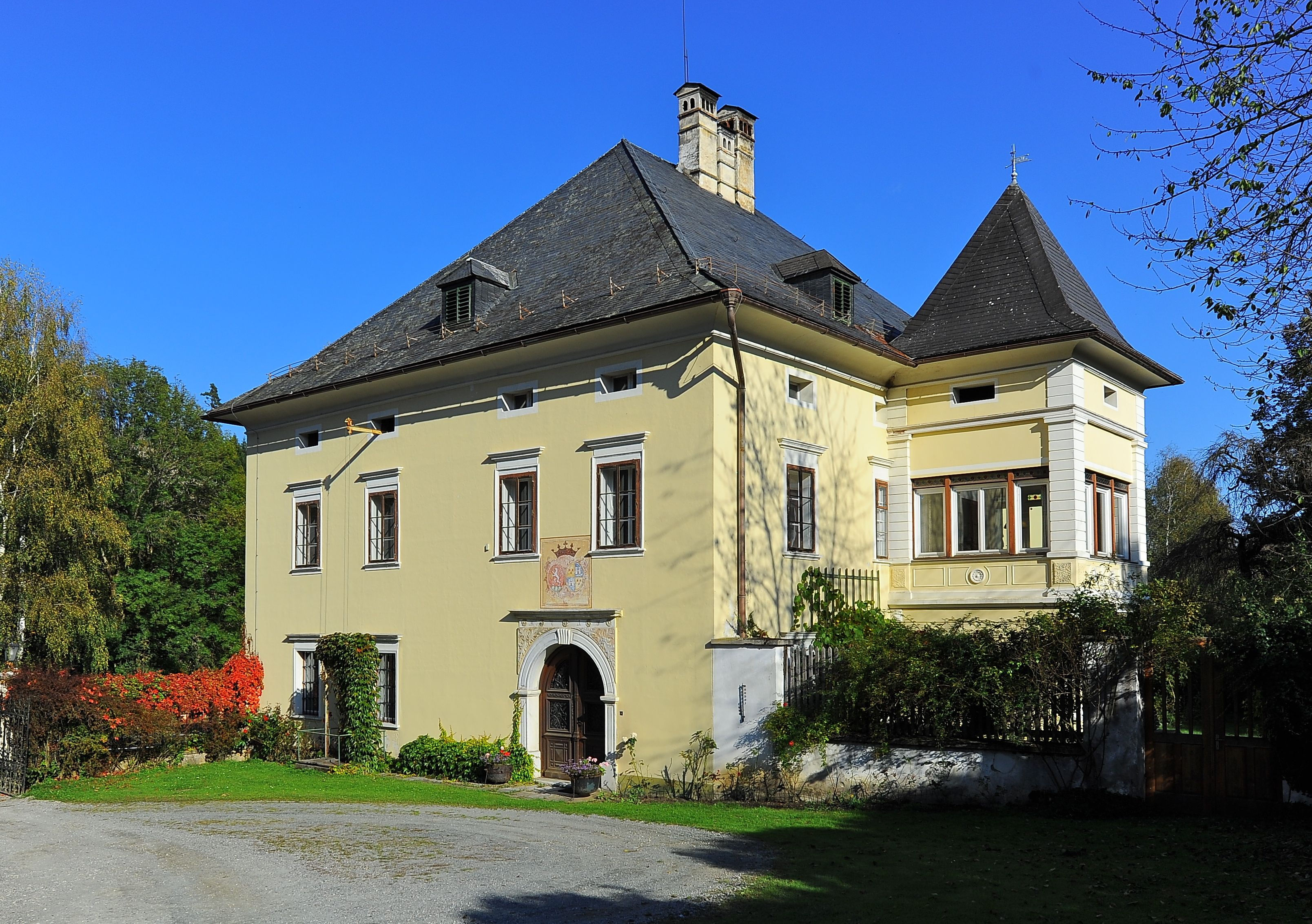
Schloss Poitschach (2011)

Das Schloss Poitschach in der Gemeinde Feldkirchen war lange Zeit der Sitz von Hammerherren. Das Barockschloss wurde 1715 von Johann Lorenz von Jovio errichtet. 1759 ließ Freiherr von Rechbach die Anlage ausbauen und modernisieren. Auf ihn folgte ein Graf Spindler, der um 1800 das Anwesen an die Gräfin Gilleis-Gavasini verkaufte. Nach dem Bankrott ihrer Familie erfolgte ein oftmaliger Besitzerwechsel. Seit 1938 gehört das Schloss der Familie Senitza und dient neben Wohnzwecken als Verwaltungssitz eines Forst- und Agrargutes.
Schloss Poitschach ist ein zweigeschoßiger Bau über einem rechteckigen Grundriss. An der Südseite ist ein Turm angebaut. Die Fenster weisen gerade Verdachungen auf.
Das rundbogige Westportal ist mit 1715 bezeichnet. Die Zwickel der architektonischen Rahmung sind mit Akanthusmotiven geschmückt. Über dem Torgesims sind die barocken Wappen der Familien Leitner und Jovio gemalt. Der Erker der Ostfassade ist mit Volutenkonsolen, Stuckfeldern und Butzenscheibenverglasung vom Ende des 19. Jahrhunderts ornamental reich gestaltet. Im Schloss befindet sich ein Relieffragment von einem römerzeitlichen Grabbau mit der Darstellung eines Trauergenius. Mehrere Räume wurden um 1800 mit Stuckdecken in geometrischen Formen ausgestattet. 
Das dem Schloss gegenüber stehende, zweigeschoßige Biedermeiergebäude ist am Gitter des Portals mit 1833 bezeichnet.